# Zárnya
Zárnya (ukránul: Приборжавське) település Ukrajnában, Kárpátalján, a Huszti járásban.

## Fekvése
A Nagyszőlősi-hegység nyugati oldalán, Ilosvától északkeletre, a Borzsa folyó mellett, Dolha és Lukova közt fekvő település.

## Története
A település a 14. században keletkezett. Nevét az oklevelek 1409-ben említették először. Egykor a Dolhaiak birtokai közé tartozott.
1910-ben 1801 lakosából 34 magyar, 263 német, 1503 román volt. Ebből 16 római katolikus, 1519 görögkatolikus, 260 izraelita volt. A trianoni békeszerződés előtt Máramaros vármegye Dolhai járásához tartozott.

## Nevezetességek
- Pravoszláv női kolostor

## Galéria

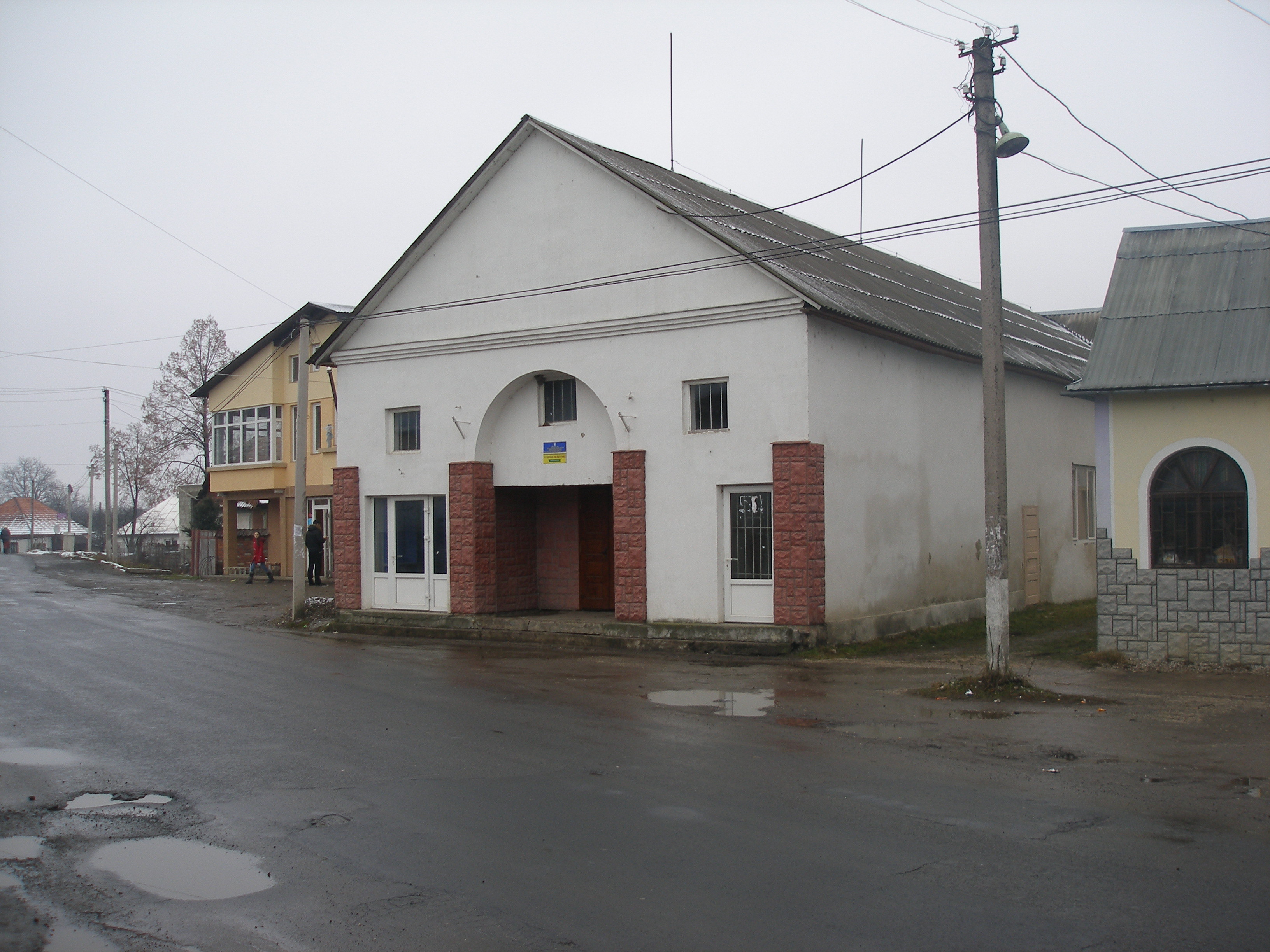
Egykori zsinagóga